# Bull Beach (Nowa Szkocja)
Bull Beach – plaża (beach) w kanadyjskiej prowincji Nowa Szkocja, w hrabstwie Halifax, na wybrzeżu zatoki Mushaboom Harbour (44°50′02″N, 62°34′31″W); nazwa urzędowo zatwierdzona 5 kwietnia 1961.